# リンダ・ハーディスティー
リンダ・ハーディスティー（英語: Linda Lee Hardisty, 1947年6月5日 - 1986年8月29日）は、日本で活動したアメリカ合衆国出身の女優。
特撮テレビドラマ『ウルトラセブン』第14話・第15話「ウルトラ警備隊西へ（前後編）」にドロシー・アンダーソン役としてゲスト出演したことで知られる。

## 略歴
アイダホ州ボイシ出身。留学生として日本の上智大学に在学中の1967年に、『ウルトラセブン』にゲスト出演。翌1968年には刑事テレビドラマ『キイハンター』第1話「裏切りのブルース」（エレナ役）と日米合作映画『ガンマー第3号 宇宙大作戦』（看護婦役）に出演した。上智大学卒業後は英語教師をしていたが、その後は帰国してボイシ州立大学で学士号を取得した。
『ウルトラセブン』で共演したひし美ゆり子がその後の消息を追っていたが、1986年9月発行の地元紙「アイダホ・ステーツマン」は、同年8月29日にワシントン州バトルグラウンドの自宅にて39歳で死去した、と報じている。死因は穿孔性潰瘍。